# Nika Prevc
Nika Prevc, född 15 mars 2005 i Kranj, är en slovensk backhoppare och tvåfaldig juniorvärldsmästerskapsmedaljör med brons i Juniorvärldsmästerskapen i nordisk skidsport 2021 i Lahtis med det slovenska laget och guld individuellt i  Juniorvärldsmästerskapen i nordisk skidsport 2022 i Zakopane. Prevc debuterade i världscupen i backhoppning i november 2021 i Niznij Tagil i Ryssland. Världscupsäsongen 2021/2022 kom hon på tjugoandra plats i sammandraget med tolv starter och sammanlagt 199 världscuppoäng. Hennes främsta placering var en sjunde plats i Ljubno ob Savinji på hemmaplan i Slovenien.
I juni 2023 tog Prevc silver i både normalbacke och stor backe vid europeiska spelen i Kraków-Małopolska. Hon var även en del av Sloveniens lag tillsammans med Timi Zajc, Nika Križnar och Anže Lanišek som tog brons i den mixade lagtävlingen i normalbacke.
Nika Prevc är yngre syster till de tre framgångsrika herrhopparna Peter Prevc, Cene Prevc och Domen Prevc. Syskonskaran har ytterligare en syster, Ema, som även hon är backhoppare.